# Dywizja Piechoty Ulrich von Hutten
Dywizja Piechoty Ulrich von Hutten (niem. Infanterie-Division Ulrich von Hutten) – jedna z dywizji piechoty III Rzeszy. Utworzona w marcu 1945 roku jako dywizja 35 fali mobilizacynej w Wittenbergii (IV Okręg Wojskowy), z jednostek szkolnych i zapasowych okręgu. Dywizja walczyła w składzie 11 i 12 Armii przeciwko Amerykanom, m.in. w okolicach Bitterfeld-Wolfen. W pobliżu Tangermünde dywizja poddała się Amerykanom.

## Skład
- 1 Pułk Grenadierów Ulrich von Hutten
- 2 Pułk Grenadierów Ulrich von Hutten
- 3 Pułk Grenadierów Ulrich von Hutten
- Dywizyjny Batalion Fizylierów Ulrich von Hutten
- Batalion Niszczycieli Czołgów Ulrich von Hutten
- Pułk Artylerii Ulrich von Hutten
- Batalion Pionierów Ulrich von Hutten
- Batalion Łączności Ulrich von Hutten